# Eleições legislativas de 2009 em Coimbra

## Resultados Oficiais
| Partido                 | Partido                        | Votos   | %               | +/-   |
| ----------------------- | ------------------------------ | ------- | --------------- | ----- |
|                         | Partido Socialista             | 28 692  | 35,82 / 100,00  | 9,86  |
|                         | Partido Social Democrata       | 21 894  | 27,33 / 100,00  | 1,99  |
|                         | Bloco de Esquerda              | 10 893  | 13,60 / 100,00  | 4,83  |
|                         | CDS – Partido Popular          | 6 992   | 8,73 / 100,00   | 2,13  |
|                         | Coligação Democrática Unitária | 6 812   | 8,50 / 100,00   | 0,08  |
|                         | PCTP/MRPP                      | 926     | 1,16 / 100,00   | 0,45  |
|                         | Outros                         | 1 231   | 1,53 / 100,00   |       |
| Votos Inválidos         | Votos Inválidos                | 2 657   | 3,32 / 100,00   | 0,29  |
| Total                   | Total                          | 80 097  | 100,00 / 100,00 |       |
| Eleitorado/Participação | Eleitorado/Participação        | 127 714 | 62,72 / 100,00  | 4,82  |
| Fonte                   | Fonte                          | [ 1 ]   | [ 1 ]           | [ 1 ] |

## Resultados por Freguesia
Os resultados seguintes referem-se aos partidos que obtiveram mais de 1,00% dos votos:
| Freguesia                 | %     | %     | %     | %     | %     | %    | Votantes |
| Freguesia                 | PS    | PSD   | BE    | CDS   | CDU   | PCTP | Votantes |
| ------------------------- | ----- | ----- | ----- | ----- | ----- | ---- | -------- |
| Almalaguês                | 40,28 | 22,53 | 13,61 | 7,44  | 8,54  | 1,60 | 1 815    |
| Ameal                     | 45,03 | 15,31 | 16,00 | 4,23  | 13,37 | 2,29 | 875      |
| Antanhol                  | 37,74 | 26,21 | 14,45 | 8,84  | 6,15  | 1,08 | 1 301    |
| Antuzede                  | 48,97 | 16,93 | 12,14 | 6,61  | 8,59  | 2,15 | 1 211    |
| Arzila                    | 48,20 | 11,87 | 13,85 | 5,94  | 12,23 | 2,34 | 556      |
| Assafarge                 | 40,43 | 22,97 | 14,98 | 7,12  | 7,45  | 1,01 | 1 489    |
| Botão                     | 52,88 | 19,47 | 9,07  | 6,53  | 5,20  | 0,88 | 904      |
| Brasfemes                 | 42,28 | 19,30 | 13,79 | 7,26  | 9,74  | 1,38 | 1 088    |
| Castelo Viegas            | 37,79 | 23,65 | 13,59 | 5,64  | 13,26 | 1,44 | 905      |
| Ceira                     | 40,47 | 24,32 | 12,06 | 8,22  | 8,32  | 1,07 | 2 056    |
| Cernache                  | 38,90 | 21,43 | 15,17 | 7,91  | 9,52  | 1,74 | 2 301    |
| Coimbra - Almedina        | 29,11 | 32,71 | 10,15 | 8,01  | 13,89 | 1,34 | 749      |
| Coimbra - Santa Cruz      | 34,49 | 28,19 | 13,56 | 8,86  | 9,28  | 1,27 | 3 555    |
| Coimbra - São Bartolomeu  | 34,64 | 27,40 | 15,66 | 9,00  | 8,61  | 1,37 | 511      |
| Coimbra - Sé Nova         | 23,36 | 40,31 | 12,63 | 11,13 | 7,01  | 0,43 | 4 393    |
| Eiras                     | 36,04 | 25,05 | 15,33 | 9,09  | 8,99  | 1,17 | 5 993    |
| Lamarosa                  | 40,35 | 24,85 | 10,53 | 9,16  | 8,97  | 1,27 | 1 026    |
| Ribeira de Frades         | 50,71 | 19,10 | 10,91 | 6,59  | 8,09  | 1,41 | 1 063    |
| Santa Clara               | 33,92 | 28,36 | 14,77 | 9,59  | 7,54  | 1,05 | 5 451    |
| Santo António dos Olivais | 30,16 | 33,55 | 13,52 | 9,62  | 7,45  | 0,75 | 22 256   |
| São João do Campo         | 48,46 | 15,19 | 8,11  | 6,43  | 15,66 | 2,24 | 1 073    |
| São Martinho de Árvore    | 39,93 | 26,40 | 13,03 | 8,29  | 7,45  | 1,35 | 591      |
| São Martinho do Bispo     | 36,35 | 24,85 | 15,64 | 8,53  | 8,39  | 1,18 | 7 687    |
| São Paulo de Frades       | 39,04 | 23,18 | 13,33 | 8,04  | 9,63  | 1,81 | 2 761    |
| São Silvestre             | 44,63 | 16,78 | 14,39 | 8,05  | 9,81  | 1,76 | 1 591    |
| Souselas                  | 38,62 | 25,33 | 10,60 | 7,65  | 11,38 | 1,45 | 1 792    |
| Taveiro                   | 45,27 | 20,25 | 12,60 | 9,54  | 7,38  | 1,71 | 1 111    |
| Torre de Vilela           | 39,85 | 26,31 | 11,23 | 8,15  | 7,85  | 1,08 | 650      |
| Torres do Mondego         | 42,64 | 21,72 | 12,97 | 5,69  | 11,01 | 1,68 | 1 372    |
| Trouxemil                 | 46,43 | 18,49 | 12,33 | 7,93  | 9,25  | 1,84 | 1 525    |
| Vil de Matos              | 44,84 | 24,44 | 8,30  | 10,09 | 7,62  | 1,12 | 446      |
| Coimbra                   | 35,82 | 27,33 | 13,60 | 8,73  | 8,50  | 1,16 | 80 097   |

#### Almalaguês
| Partido                 | Partido                        | Votos | %               | +/-   |
| ----------------------- | ------------------------------ | ----- | --------------- | ----- |
|                         | Partido Socialista             | 731   | 40,28 / 100,00  | 11,00 |
|                         | Partido Social Democrata       | 409   | 22,53 / 100,00  | 2,56  |
|                         | Bloco de Esquerda              | 247   | 13,61 / 100,00  | 6,37  |
|                         | Coligação Democrática Unitária | 155   | 8,54 / 100,00   | 1,65  |
|                         | CDS – Partido Popular          | 135   | 7,44 / 100,00   | 2,31  |
|                         | PCTP/MRPP                      | 29    | 1,60 / 100,00   | 0,39  |
|                         | Outros                         | 31    | 1,71 / 100,00   |       |
| Votos Inválidos         | Votos Inválidos                | 78    | 4,30 / 100,00   | 1,95  |
| Total                   | Total                          | 1 815 | 100,00 / 100,00 |       |
| Eleitorado/Participação | Eleitorado/Participação        | 2 979 | 60,93 / 100,00  | 5,86  |

#### Ameal
| Partido                 | Partido                        | Votos | %               | +/-   |
| ----------------------- | ------------------------------ | ----- | --------------- | ----- |
|                         | Partido Socialista             | 394   | 45,03 / 100,00  | 13,89 |
|                         | Bloco de Esquerda              | 140   | 16,00 / 100,00  | 6,18  |
|                         | Partido Social Democrata       | 134   | 15,31 / 100,00  | 0,12  |
|                         | Coligação Democrática Unitária | 117   | 13,37 / 100,00  | 1,69  |
|                         | CDS – Partido Popular          | 37    | 4,23 / 100,00   | 0,38  |
|                         | PCTP/MRPP                      | 20    | 2,29 / 100,00   | 1,16  |
|                         | Outros                         | 14    | 1,60 / 100,00   |       |
| Votos Inválidos         | Votos Inválidos                | 19    | 2,17 / 100,00   | 0,01  |
| Total                   | Total                          | 875   | 100,00 / 100,00 |       |
| Eleitorado/Participação | Eleitorado/Participação        | 1 287 | 67,99 / 100,00  | 0,59  |

#### Antanhol
| Partido                 | Partido                        | Votos | %               | +/-  |
| ----------------------- | ------------------------------ | ----- | --------------- | ---- |
|                         | Partido Socialista             | 491   | 37,74 / 100,00  | 9,96 |
|                         | Partido Social Democrata       | 341   | 26,21 / 100,00  | 0,06 |
|                         | Bloco de Esquerda              | 188   | 14,45 / 100,00  | 5,16 |
|                         | CDS – Partido Popular          | 115   | 8,84 / 100,00   | 4,23 |
|                         | Coligação Democrática Unitária | 80    | 6,15 / 100,00   | 0,95 |
|                         | PCTP/MRPP                      | 14    | 1,08 / 100,00   | 0,53 |
|                         | Outros                         | 21    | 1,62 / 100,00   |      |
| Votos Inválidos         | Votos Inválidos                | 51    | 3,92 / 100,00   | 0,25 |
| Total                   | Total                          | 1 301 | 100,00 / 100,00 |      |
| Eleitorado/Participação | Eleitorado/Participação        | 2 020 | 64,41 / 100,00  | 2,87 |

#### Antuzede
| Partido                 | Partido                        | Votos | %               | +/-  |
| ----------------------- | ------------------------------ | ----- | --------------- | ---- |
|                         | Partido Socialista             | 593   | 48,97 / 100,00  | 4,60 |
|                         | Partido Social Democrata       | 205   | 16,93 / 100,00  | 1,97 |
|                         | Bloco de Esquerda              | 147   | 12,14 / 100,00  | 4,30 |
|                         | Coligação Democrática Unitária | 104   | 8,59 / 100,00   | 0,73 |
|                         | CDS – Partido Popular          | 80    | 6,61 / 100,00   | 2,34 |
|                         | PCTP/MRPP                      | 26    | 2,15 / 100,00   | 0,58 |
|                         | Outros                         | 17    | 1,41 / 100,00   |      |
| Votos Inválidos         | Votos Inválidos                | 39    | 3,22 / 100,00   | 0,26 |
| Total                   | Total                          | 1 211 | 100,00 / 100,00 |      |
| Eleitorado/Participação | Eleitorado/Participação        | 2 128 | 56,91 / 100,00  | 0,80 |

#### Arzila
| Partido                 | Partido                        | Votos | %               | +/-   |
| ----------------------- | ------------------------------ | ----- | --------------- | ----- |
|                         | Partido Socialista             | 268   | 48,20 / 100,00  | 11,35 |
|                         | Bloco de Esquerda              | 77    | 13,85 / 100,00  | 8,07  |
|                         | Coligação Democrática Unitária | 68    | 12,23 / 100,00  | 1,09  |
|                         | Partido Social Democrata       | 66    | 11,87 / 100,00  | 4,34  |
|                         | CDS – Partido Popular          | 33    | 5,94 / 100,00   | 5,30  |
|                         | PCTP/MRPP                      | 13    | 2,34 / 100,00   | 1,06  |
|                         | Partido Trabalhista Português  | 9     | 1,62 / 100,00   | Novo  |
|                         | Outros                         | 4     | 0,72 / 100,00   |       |
| Votos Inválidos         | Votos Inválidos                | 18    | 3,24 / 100,00   | 0,99  |
| Total                   | Total                          | 556   | 100,00 / 100,00 |       |
| Eleitorado/Participação | Eleitorado/Participação        | 829   | 67,07 / 100,00  | 8,45  |

#### Assafarge
| Partido                 | Partido                        | Votos | %               | +/-  |
| ----------------------- | ------------------------------ | ----- | --------------- | ---- |
|                         | Partido Socialista             | 602   | 40,43 / 100,00  | 7,00 |
|                         | Partido Social Democrata       | 342   | 22,97 / 100,00  | 1,07 |
|                         | Bloco de Esquerda              | 223   | 14,98 / 100,00  | 4,76 |
|                         | Coligação Democrática Unitária | 111   | 7,45 / 100,00   | 0,12 |
|                         | CDS – Partido Popular          | 106   | 7,12 / 100,00   | 2,05 |
|                         | PCTP/MRPP                      | 15    | 1,01 / 100,00   | 0,13 |
|                         | Outros                         | 19    | 1,28 / 100,00   |      |
| Votos Inválidos         | Votos Inválidos                | 71    | 4,77 / 100,00   | 0,80 |
| Total                   | Total                          | 1 489 | 100,00 / 100,00 |      |
| Eleitorado/Participação | Eleitorado/Participação        | 2 155 | 69,10 / 100,00  | 3,94 |

#### Botão
| Partido                 | Partido                        | Votos | %               | +/-  |
| ----------------------- | ------------------------------ | ----- | --------------- | ---- |
|                         | Partido Socialista             | 478   | 52,88 / 100,00  | 7,26 |
|                         | Partido Social Democrata       | 176   | 19,47 / 100,00  | 0,61 |
|                         | Bloco de Esquerda              | 82    | 9,07 / 100,00   | 3,59 |
|                         | CDS – Partido Popular          | 59    | 6,53 / 100,00   | 3,59 |
|                         | Coligação Democrática Unitária | 47    | 5,20 / 100,00   | 0,38 |
|                         | Outros                         | 22    | 2,43 / 100,00   |      |
| Votos Inválidos         | Votos Inválidos                | 40    | 4,43 / 100,00   | 0,48 |
| Total                   | Total                          | 904   | 100,00 / 100,00 |      |
| Eleitorado/Participação | Eleitorado/Participação        | 1 501 | 60,23 / 100,00  | 6,39 |

#### Brasfemes
| Partido                 | Partido                        | Votos | %               | +/-  |
| ----------------------- | ------------------------------ | ----- | --------------- | ---- |
|                         | Partido Socialista             | 460   | 42,28 / 100,00  | 9,37 |
|                         | Partido Social Democrata       | 210   | 19,30 / 100,00  | 0,87 |
|                         | Bloco de Esquerda              | 150   | 13,79 / 100,00  | 4,08 |
|                         | Coligação Democrática Unitária | 106   | 9,74 / 100,00   | 0,14 |
|                         | CDS – Partido Popular          | 79    | 7,26 / 100,00   | 2,36 |
|                         | PCTP/MRPP                      | 15    | 1,38 / 100,00   | 0,31 |
|                         | Outros                         | 21    | 1,93 / 100,00   |      |
| Votos Inválidos         | Votos Inválidos                | 47    | 4,32 / 100,00   | 0,49 |
| Total                   | Total                          | 1 088 | 100,00 / 100,00 |      |
| Eleitorado/Participação | Eleitorado/Participação        | 1 786 | 60,92 / 100,00  | 6,61 |

#### Castelo Viegas
| Partido                 | Partido                        | Votos | %               | +/-  |
| ----------------------- | ------------------------------ | ----- | --------------- | ---- |
|                         | Partido Socialista             | 342   | 37,79 / 100,00  | 9,97 |
|                         | Partido Social Democrata       | 214   | 23,65 / 100,00  | 1,28 |
|                         | Bloco de Esquerda              | 123   | 13,59 / 100,00  | 6,72 |
|                         | Coligação Democrática Unitária | 120   | 13,26 / 100,00  | 1,09 |
|                         | CDS – Partido Popular          | 51    | 5,64 / 100,00   | 0,54 |
|                         | PCTP/MRPP                      | 13    | 1,44 / 100,00   | 0,40 |
|                         | Outros                         | 10    | 1,10 / 100,00   |      |
| Votos Inválidos         | Votos Inválidos                | 32    | 3,53 / 100,00   | 0,51 |
| Total                   | Total                          | 905   | 100,00 / 100,00 |      |
| Eleitorado/Participação | Eleitorado/Participação        | 1 425 | 63,51 / 100,00  | 6,84 |

#### Ceira
| Partido                 | Partido                        | Votos | %               | +/-  |
| ----------------------- | ------------------------------ | ----- | --------------- | ---- |
|                         | Partido Socialista             | 832   | 40,47 / 100,00  | 9,34 |
|                         | Partido Social Democrata       | 500   | 24,32 / 100,00  | 0,48 |
|                         | Bloco de Esquerda              | 248   | 12,06 / 100,00  | 5,14 |
|                         | Coligação Democrática Unitária | 171   | 8,32 / 100,00   | 0,20 |
|                         | CDS – Partido Popular          | 169   | 8,22 / 100,00   | 3,28 |
|                         | PCTP/MRPP                      | 22    | 1,07 / 100,00   | 0,17 |
|                         | Outros                         | 38    | 1,85 / 100,00   |      |
| Votos Inválidos         | Votos Inválidos                | 76    | 3,70 / 100,00   | 0,22 |
| Total                   | Total                          | 2 056 | 100,00 / 100,00 |      |
| Eleitorado/Participação | Eleitorado/Participação        | 3 742 | 54,94 / 100,00  | 6,87 |

#### Cernache
| Partido                 | Partido                        | Votos | %               | +/-   |
| ----------------------- | ------------------------------ | ----- | --------------- | ----- |
|                         | Partido Socialista             | 895   | 38,90 / 100,00  | 13,98 |
|                         | Partido Social Democrata       | 493   | 21,43 / 100,00  | 0,73  |
|                         | Bloco de Esquerda              | 349   | 15,17 / 100,00  | 7,65  |
|                         | Coligação Democrática Unitária | 219   | 9,52 / 100,00   | 0,95  |
|                         | CDS – Partido Popular          | 182   | 7,91 / 100,00   | 3,07  |
|                         | PCTP/MRPP                      | 40    | 1,74 / 100,00   | 0,99  |
|                         | Outros                         | 36    | 1,56 / 100,00   |       |
| Votos Inválidos         | Votos Inválidos                | 87    | 3,78 / 100,00   | 0,04  |
| Total                   | Total                          | 2 301 | 100,00 / 100,00 |       |
| Eleitorado/Participação | Eleitorado/Participação        | 3 498 | 65,78 / 100,00  | 2,33  |

#### Coimbra - Almedina
| Partido                 | Partido                        | Votos | %               | +/-     |
| ----------------------- | ------------------------------ | ----- | --------------- | ------- |
|                         | Partido Social Democrata       | 245   | 32,71 / 100,00  | 2,17    |
|                         | Partido Socialista             | 218   | 29,11 / 100,00  | 5,10    |
|                         | Coligação Democrática Unitária | 104   | 13,89 / 100,00  | Estável |
|                         | Bloco de Esquerda              | 76    | 10,15 / 100,00  | 1,19    |
|                         | CDS – Partido Popular          | 60    | 8,01 / 100,00   | 0,72    |
|                         | PCTP/MRPP                      | 10    | 1,34 / 100,00   | 0,88    |
|                         | Outros                         | 15    | 2,00 / 100,00   |         |
| Votos Inválidos         | Votos Inválidos                | 21    | 2,80 / 100,00   | 0,16    |
| Total                   | Total                          | 749   | 100,00 / 100,00 |         |
| Eleitorado/Participação | Eleitorado/Participação        | 1 277 | 58,65 / 100,00  | 3,43    |

#### Coimbra - Santa Cruz
| Partido                 | Partido                        | Votos | %               | +/-  |
| ----------------------- | ------------------------------ | ----- | --------------- | ---- |
|                         | Partido Socialista             | 1 226 | 34,49 / 100,00  | 9,16 |
|                         | Partido Social Democrata       | 1 002 | 28,19 / 100,00  | 1,94 |
|                         | Bloco de Esquerda              | 482   | 13,56 / 100,00  | 3,56 |
|                         | Coligação Democrática Unitária | 330   | 9,28 / 100,00   | 0,59 |
|                         | CDS – Partido Popular          | 315   | 8,86 / 100,00   | 1,95 |
|                         | PCTP/MRPP                      | 45    | 1,27 / 100,00   | 0,38 |
|                         | Outros                         | 56    | 1,58 / 100,00   |      |
| Votos Inválidos         | Votos Inválidos                | 99    | 2,79 / 100,00   | 0,11 |
| Total                   | Total                          | 3 555 | 100,00 / 100,00 |      |
| Eleitorado/Participação | Eleitorado/Participação        | 6 180 | 57,52 / 100,00  | 5,68 |

#### Coimbra - São Bartolomeu
| Partido                 | Partido                        | Votos | %               | +/-  |
| ----------------------- | ------------------------------ | ----- | --------------- | ---- |
|                         | Partido Socialista             | 177   | 34,64 / 100,00  | 9,59 |
|                         | Partido Social Democrata       | 140   | 27,40 / 100,00  | 0,26 |
|                         | Bloco de Esquerda              | 80    | 15,66 / 100,00  | 6,66 |
|                         | CDS – Partido Popular          | 46    | 9,00 / 100,00   | 3,45 |
|                         | Coligação Democrática Unitária | 44    | 8,61 / 100,00   | 0,09 |
|                         | PCTP/MRPP                      | 7     | 1,37 / 100,00   | 0,62 |
|                         | Outros                         | 7     | 1,37 / 100,00   |      |
| Votos Inválidos         | Votos Inválidos                | 10    | 1,95 / 100,00   | 1,80 |
| Total                   | Total                          | 511   | 100,00 / 100,00 |      |
| Eleitorado/Participação | Eleitorado/Participação        | 904   | 56,53 / 100,00  | 5,06 |

#### Coimbra - Sé Nova
| Partido                 | Partido                        | Votos | %               | +/-  |
| ----------------------- | ------------------------------ | ----- | --------------- | ---- |
|                         | Partido Social Democrata       | 1 771 | 40,31 / 100,00  | 8,86 |
|                         | Partido Socialista             | 1 026 | 23,36 / 100,00  | 9,68 |
|                         | Bloco de Esquerda              | 555   | 12,63 / 100,00  | 3,09 |
|                         | CDS – Partido Popular          | 489   | 11,13 / 100,00  | 2,29 |
|                         | Coligação Democrática Unitária | 308   | 7,01 / 100,00   | 0,02 |
|                         | Movimento Esperança Portugal   | 44    | 1,00 / 100,00   | Novo |
|                         | Outros                         | 60    | 1,37 / 100,00   |      |
| Votos Inválidos         | Votos Inválidos                | 140   | 3,19 / 100,00   | 1,15 |
| Total                   | Total                          | 4 393 | 100,00 / 100,00 |      |
| Eleitorado/Participação | Eleitorado/Participação        | 6 598 | 66,58 / 100,00  | 4,50 |

#### Eiras
| Partido                 | Partido                        | Votos  | %               | +/-  |
| ----------------------- | ------------------------------ | ------ | --------------- | ---- |
|                         | Partido Socialista             | 2 160  | 36,04 / 100,00  | 9,42 |
|                         | Partido Social Democrata       | 1 501  | 25,05 / 100,00  | 1,20 |
|                         | Bloco de Esquerda              | 919    | 15,33 / 100,00  | 5,52 |
|                         | CDS – Partido Popular          | 545    | 9,09 / 100,00   | 3,43 |
|                         | Coligação Democrática Unitária | 539    | 8,99 / 100,00   | 1,43 |
|                         | PCTP/MRPP                      | 70     | 1,17 / 100,00   | 0,42 |
|                         | Outros                         | 91     | 1,52 / 100,00   |      |
| Votos Inválidos         | Votos Inválidos                | 168    | 2,80 / 100,00   | 0,20 |
| Total                   | Total                          | 5 993  | 100,00 / 100,00 |      |
| Eleitorado/Participação | Eleitorado/Participação        | 10 321 | 58,07 / 100,00  | 6,62 |

#### Lamarosa
| Partido                 | Partido                        | Votos | %               | +/-  |
| ----------------------- | ------------------------------ | ----- | --------------- | ---- |
|                         | Partido Socialista             | 414   | 40,35 / 100,00  | 0,62 |
|                         | Partido Social Democrata       | 255   | 24,85 / 100,00  | 9,57 |
|                         | Bloco de Esquerda              | 108   | 10,53 / 100,00  | 4,19 |
|                         | CDS – Partido Popular          | 94    | 9,16 / 100,00   | 4,20 |
|                         | Coligação Democrática Unitária | 92    | 8,97 / 100,00   | 0,73 |
|                         | PCTP/MRPP                      | 13    | 1,27 / 100,00   | 0,21 |
|                         | Outros                         | 20    | 1,95 / 100,00   |      |
| Votos Inválidos         | Votos Inválidos                | 30    | 2,92 / 100,00   | 0,39 |
| Total                   | Total                          | 1 026 | 100,00 / 100,00 |      |
| Eleitorado/Participação | Eleitorado/Participação        | 1 969 | 52,11 / 100,00  | 0,91 |

#### Ribeira de Frades
| Partido                 | Partido                        | Votos | %               | +/-  |
| ----------------------- | ------------------------------ | ----- | --------------- | ---- |
|                         | Partido Socialista             | 539   | 50,71 / 100,00  | 9,37 |
|                         | Partido Social Democrata       | 203   | 19,10 / 100,00  | 1,08 |
|                         | Bloco de Esquerda              | 116   | 10,91 / 100,00  | 3,34 |
|                         | Coligação Democrática Unitária | 86    | 8,09 / 100,00   | 0,06 |
|                         | CDS – Partido Popular          | 70    | 6,59 / 100,00   | 3,05 |
|                         | PCTP/MRPP                      | 15    | 1,41 / 100,00   | 0,42 |
|                         | Outros                         | 8     | 0,75 / 100,00   |      |
| Votos Inválidos         | Votos Inválidos                | 26    | 2,44 / 100,00   | 1,13 |
| Total                   | Total                          | 1 063 | 100,00 / 100,00 |      |
| Eleitorado/Participação | Eleitorado/Participação        | 1 680 | 63,27 / 100,00  | 7,16 |

#### Santa Clara
| Partido                 | Partido                        | Votos | %               | +/-  |
| ----------------------- | ------------------------------ | ----- | --------------- | ---- |
|                         | Partido Socialista             | 1 849 | 33,92 / 100,00  | 9,54 |
|                         | Partido Social Democrata       | 1 546 | 28,36 / 100,00  | 0,71 |
|                         | Bloco de Esquerda              | 805   | 14,77 / 100,00  | 4,47 |
|                         | CDS – Partido Popular          | 523   | 9,59 / 100,00   | 3,57 |
|                         | Coligação Democrática Unitária | 411   | 7,54 / 100,00   | 0,28 |
|                         | PCTP/MRPP                      | 57    | 1,05 / 100,00   | 0,42 |
|                         | Outros                         | 91    | 1,67 / 100,00   |      |
| Votos Inválidos         | Votos Inválidos                | 169   | 3,10 / 100,00   | 0,66 |
| Total                   | Total                          | 5 451 | 100,00 / 100,00 |      |
| Eleitorado/Participação | Eleitorado/Participação        | 8 770 | 62,16 / 100,00  | 5,76 |

#### Santo António dos Olivais
| Partido                 | Partido                        | Votos  | %               | +/-   |
| ----------------------- | ------------------------------ | ------ | --------------- | ----- |
|                         | Partido Social Democrata       | 7 466  | 33,55 / 100,00  | 5,59  |
|                         | Partido Socialista             | 6 712  | 30,16 / 100,00  | 10,65 |
|                         | Bloco de Esquerda              | 3 009  | 13,52 / 100,00  | 4,10  |
|                         | CDS – Partido Popular          | 2 140  | 9,62 / 100,00   | 0,55  |
|                         | Coligação Democrática Unitária | 1 658  | 7,45 / 100,00   | 0,20  |
|                         | Outros                         | 501    | 2,26 / 100,00   |       |
| Votos Inválidos         | Votos Inválidos                | 768    | 3,45 / 100,00   | 0,94  |
| Total                   | Total                          | 22 256 | 100,00 / 100,00 |       |
| Eleitorado/Participação | Eleitorado/Participação        | 32 975 | 67,49 / 100,00  | 4,41  |

#### São João do Campo
| Partido                 | Partido                        | Votos | %               | +/-  |
| ----------------------- | ------------------------------ | ----- | --------------- | ---- |
|                         | Partido Socialista             | 520   | 48,46 / 100,00  | 2,27 |
|                         | Coligação Democrática Unitária | 168   | 15,66 / 100,00  | 1,91 |
|                         | Partido Social Democrata       | 163   | 15,19 / 100,00  | 3,58 |
|                         | Bloco de Esquerda              | 87    | 8,11 / 100,00   | 5,14 |
|                         | CDS – Partido Popular          | 69    | 6,43 / 100,00   | 2,83 |
|                         | PCTP/MRPP                      | 24    | 2,24 / 100,00   | 0,87 |
|                         | Outros                         | 13    | 1,21 / 100,00   |      |
| Votos Inválidos         | Votos Inválidos                | 29    | 2,70 / 100,00   | 0,47 |
| Total                   | Total                          | 1 073 | 100,00 / 100,00 |      |
| Eleitorado/Participação | Eleitorado/Participação        | 1 965 | 54,61 / 100,00  | 3,86 |

#### São Martinho de Árvore
| Partido                 | Partido                        | Votos | %               | +/-   |
| ----------------------- | ------------------------------ | ----- | --------------- | ----- |
|                         | Partido Socialista             | 236   | 39,93 / 100,00  | 11,94 |
|                         | Partido Social Democrata       | 156   | 26,40 / 100,00  | 1,18  |
|                         | Bloco de Esquerda              | 77    | 13,03 / 100,00  | 7,17  |
|                         | CDS – Partido Popular          | 49    | 8,29 / 100,00   | 3,49  |
|                         | Coligação Democrática Unitária | 44    | 7,45 / 100,00   | 0,17  |
|                         | PCTP/MRPP                      | 8     | 1,35 / 100,00   | 0,99  |
|                         | Outros                         | 4     | 0,68 / 100,00   |       |
| Votos Inválidos         | Votos Inválidos                | 17    | 2,87 / 100,00   | 1,04  |
| Total                   | Total                          | 591   | 100,00 / 100,00 |       |
| Eleitorado/Participação | Eleitorado/Participação        | 886   | 66,70 / 100,00  | 1,54  |

#### São Martinho do Bispo
| Partido                 | Partido                        | Votos  | %               | +/-   |
| ----------------------- | ------------------------------ | ------ | --------------- | ----- |
|                         | Partido Socialista             | 2 794  | 36,35 / 100,00  | 14,00 |
|                         | Partido Social Democrata       | 1 910  | 24,85 / 100,00  | 1,13  |
|                         | Bloco de Esquerda              | 1 202  | 15,64 / 100,00  | 6,87  |
|                         | CDS – Partido Popular          | 656    | 8,53 / 100,00   | 4,15  |
|                         | Coligação Democrática Unitária | 645    | 8,39 / 100,00   | 0,48  |
|                         | PCTP/MRPP                      | 91     | 1,18 / 100,00   | 0,56  |
|                         | Outros                         | 123    | 1,60 / 100,00   |       |
| Votos Inválidos         | Votos Inválidos                | 266    | 3,46 / 100,00   | 0,09  |
| Total                   | Total                          | 7 687  | 100,00 / 100,00 |       |
| Eleitorado/Participação | Eleitorado/Participação        | 12 390 | 62,04 / 100,00  | 6,67  |

#### São Paulo de Frades
| Partido                 | Partido                        | Votos | %               | +/-  |
| ----------------------- | ------------------------------ | ----- | --------------- | ---- |
|                         | Partido Socialista             | 1 078 | 39,04 / 100,00  | 9,81 |
|                         | Partido Social Democrata       | 640   | 23,18 / 100,00  | 0,45 |
|                         | Bloco de Esquerda              | 368   | 13,33 / 100,00  | 4,95 |
|                         | Coligação Democrática Unitária | 266   | 9,63 / 100,00   | 0,72 |
|                         | CDS – Partido Popular          | 222   | 8,04 / 100,00   | 3,23 |
|                         | PCTP/MRPP                      | 50    | 1,81 / 100,00   | 1,10 |
|                         | Outros                         | 47    | 1,70 / 100,00   |      |
| Votos Inválidos         | Votos Inválidos                | 92    | 3,33 / 100,00   | 0,38 |
| Total                   | Total                          | 2 761 | 100,00 / 100,00 |      |
| Eleitorado/Participação | Eleitorado/Participação        | 4 609 | 59,90 / 100,00  | 4,41 |

#### São Silvestre
| Partido                 | Partido                        | Votos | %               | +/-   |
| ----------------------- | ------------------------------ | ----- | --------------- | ----- |
|                         | Partido Socialista             | 710   | 44,63 / 100,00  | 10,09 |
|                         | Partido Social Democrata       | 267   | 16,78 / 100,00  | 2,90  |
|                         | Bloco de Esquerda              | 229   | 14,39 / 100,00  | 6,06  |
|                         | Coligação Democrática Unitária | 156   | 9,81 / 100,00   | 1,48  |
|                         | CDS – Partido Popular          | 128   | 8,05 / 100,00   | 3,55  |
|                         | PCTP/MRPP                      | 28    | 1,76 / 100,00   | 0,65  |
|                         | Outros                         | 18    | 1,13 / 100,00   |       |
| Votos Inválidos         | Votos Inválidos                | 55    | 3,45 / 100,00   | 1,16  |
| Total                   | Total                          | 1 591 | 100,00 / 100,00 |       |
| Eleitorado/Participação | Eleitorado/Participação        | 2 607 | 61,03 / 100,00  | 3,37  |

#### Souselas
| Partido                 | Partido                        | Votos | %               | +/-  |
| ----------------------- | ------------------------------ | ----- | --------------- | ---- |
|                         | Partido Socialista             | 692   | 38,62 / 100,00  | 3,35 |
|                         | Partido Social Democrata       | 454   | 25,33 / 100,00  | 1,70 |
|                         | Coligação Democrática Unitária | 204   | 11,38 / 100,00  | 1,71 |
|                         | Bloco de Esquerda              | 190   | 10,60 / 100,00  | 3,39 |
|                         | CDS – Partido Popular          | 137   | 7,65 / 100,00   | 3,25 |
|                         | PCTP/MRPP                      | 26    | 1,45 / 100,00   | 0,14 |
|                         | Outros                         | 30    | 1,67 / 100,00   |      |
| Votos Inválidos         | Votos Inválidos                | 59    | 3,29 / 100,00   | 0,31 |
| Total                   | Total                          | 1 792 | 100,00 / 100,00 |      |
| Eleitorado/Participação | Eleitorado/Participação        | 2 936 | 61,04 / 100,00  | 4,30 |

#### Taveiro
| Partido                 | Partido                        | Votos | %               | +/-  |
| ----------------------- | ------------------------------ | ----- | --------------- | ---- |
|                         | Partido Socialista             | 503   | 45,27 / 100,00  | 7,66 |
|                         | Partido Social Democrata       | 225   | 20,25 / 100,00  | 1,63 |
|                         | Bloco de Esquerda              | 140   | 12,60 / 100,00  | 4,37 |
|                         | CDS – Partido Popular          | 106   | 9,54 / 100,00   | 4,88 |
|                         | Coligação Democrática Unitária | 82    | 7,38 / 100,00   | 1,10 |
|                         | PCTP/MRPP                      | 19    | 1,71 / 100,00   | 0,69 |
|                         | Outros                         | 12    | 1,08 / 100,00   |      |
| Votos Inválidos         | Votos Inválidos                | 24    | 2,16 / 100,00   | 1,57 |
| Total                   | Total                          | 1 111 | 100,00 / 100,00 |      |
| Eleitorado/Participação | Eleitorado/Participação        | 1 715 | 64,78 / 100,00  | 6,33 |

#### Torre de Vilela
| Partido                 | Partido                        | Votos | %               | +/-  |
| ----------------------- | ------------------------------ | ----- | --------------- | ---- |
|                         | Partido Socialista             | 259   | 39,85 / 100,00  | 8,09 |
|                         | Partido Social Democrata       | 171   | 26,31 / 100,00  | 0,91 |
|                         | Bloco de Esquerda              | 73    | 11,23 / 100,00  | 2,34 |
|                         | CDS – Partido Popular          | 53    | 8,15 / 100,00   | 2,59 |
|                         | Coligação Democrática Unitária | 51    | 7,85 / 100,00   | 0,07 |
|                         | PCTP/MRPP                      | 7     | 1,08 / 100,00   | 0,29 |
|                         | Outros                         | 14    | 2,16 / 100,00   |      |
| Votos Inválidos         | Votos Inválidos                | 22    | 3,39 / 100,00   | 0,38 |
| Total                   | Total                          | 650   | 100,00 / 100,00 |      |
| Eleitorado/Participação | Eleitorado/Participação        | 1 004 | 64,74 / 100,00  | 4,57 |

#### Torres do Mondego
| Partido                 | Partido                        | Votos | %               | +/-   |
| ----------------------- | ------------------------------ | ----- | --------------- | ----- |
|                         | Partido Socialista             | 585   | 42,64 / 100,00  | 12,09 |
|                         | Partido Social Democrata       | 298   | 21,72 / 100,00  | 0,61  |
|                         | Bloco de Esquerda              | 178   | 12,97 / 100,00  | 6,51  |
|                         | Coligação Democrática Unitária | 151   | 11,01 / 100,00  | 1,49  |
|                         | CDS – Partido Popular          | 78    | 5,69 / 100,00   | 3,89  |
|                         | PCTP/MRPP                      | 23    | 1,68 / 100,00   | 0,28  |
|                         | Outros                         | 11    | 0,80 / 100,00   |       |
| Votos Inválidos         | Votos Inválidos                | 48    | 3,50 / 100,00   | 0,44  |
| Total                   | Total                          | 1 372 | 100,00 / 100,00 |       |
| Eleitorado/Participação | Eleitorado/Participação        | 2 248 | 61,03 / 100,00  | 5,87  |

#### Trouxemil
| Partido                 | Partido                        | Votos | %               | +/-  |
| ----------------------- | ------------------------------ | ----- | --------------- | ---- |
|                         | Partido Socialista             | 708   | 46,43 / 100,00  | 6,08 |
|                         | Partido Social Democrata       | 282   | 18,49 / 100,00  | 0,57 |
|                         | Bloco de Esquerda              | 188   | 12,33 / 100,00  | 6,13 |
|                         | Coligação Democrática Unitária | 141   | 9,25 / 100,00   | 2,16 |
|                         | CDS – Partido Popular          | 121   | 7,93 / 100,00   | 2,85 |
|                         | PCTP/MRPP                      | 28    | 1,84 / 100,00   | 0,59 |
|                         | Outros                         | 13    | 0,85 / 100,00   |      |
| Votos Inválidos         | Votos Inválidos                | 44    | 2,89 / 100,00   | 0,80 |
| Total                   | Total                          | 1 525 | 100,00 / 100,00 |      |
| Eleitorado/Participação | Eleitorado/Participação        | 2 623 | 58,14 / 100,00  | 1,76 |

#### Vil de Matos
| Partido                 | Partido                        | Votos | %               | +/-  |
| ----------------------- | ------------------------------ | ----- | --------------- | ---- |
|                         | Partido Socialista             | 200   | 44,84 / 100,00  | 9,60 |
|                         | Partido Social Democrata       | 109   | 24,44 / 100,00  | 0,22 |
|                         | CDS – Partido Popular          | 45    | 10,09 / 100,00  | 5,53 |
|                         | Bloco de Esquerda              | 37    | 8,30 / 100,00   | 3,02 |
|                         | Coligação Democrática Unitária | 34    | 7,62 / 100,00   | 0,43 |
|                         | PCTP/MRPP                      | 5     | 1,12 / 100,00   | 0,64 |
|                         | Outros                         | 4     | 0,88 / 100,00   |      |
| Votos Inválidos         | Votos Inválidos                | 12    | 2,70 / 100,00   | 0,54 |
| Total                   | Total                          | 446   | 100,00 / 100,00 |      |
| Eleitorado/Participação | Eleitorado/Participação        | 707   | 63,08 / 100,00  | 0,58 |